# Латаш, Альберт Владимирович
Альберт Владимирович Латаш (13 июля 1936, Ленинград — 30 июля 2013, поезд «Сапсан») — советский и российский шахматист, шахматный арбитр, судья всесоюзной категории по шахматам, международный арбитр по заочной игре в шахматы (ИКЧФ), кандидат в мастера спорта СССР по шахматам, спортивный организатор. Житель блокадного Ленинграда, ветеран военной службы.
Вся спортивно-техническая деятельность Латаша связана с игрой в шахматы по переписке.

## Биография
Родился в Ленинграде. Окончил Военную инженерную академию имени Ф. Э. Дзержинского. Служил в Вооружённых силах СССР. После отставки занимался общественной деятельностью в области организации и судейства игры в шахматы по переписке.
Известность получил как шахматный арбитр, тренер-капитан команды Москвы на соревнованиях по заочной игре в шахматы. Спортивный организатор и функционер, многолетний член Совета по заочным соревнованиям Шахматной федерации СССР, президиума Шахматной федерации Москвы, председатель московской городской комиссии по заочной игре в шахматы.
Сам играл в шахматы на уровне кандидата в мастера спорта, принимал участие в заочных соревнованиях (игре по переписке).
Тренер-капитан сборной команды Москвы по игре в шахматы по переписке, ставшей победителями командного первенства СССР в 1987 и 1990 гг, серебряными призёрами в 1993 году, тренер-капитан сборной команды Москвы — чемпиона России 2009 года в командном первенстве.
Скоропостижно скончался 30 июля 2013 на 78-м году жизни по пути в Москву в поезде «Сапсан», близ города Тверь.

## Шахматные заслуги
- С 1961 года судья первой категории.
- С 1966 года кандидат в мастера спорта.
- С 1974 года судья республиканской категории.
- С 1979 года судья всесоюзной категории.
- С 1993 года международный арбитр ФИДЕ.
- С 1999 года международный арбитр ИКЧФ
- С 2012 года почетный спортивный судья.